# Chi Rau mác
Chi Rau mác (danh pháp khoa học: Monochoria), là một chi thực vật có hoa trong họ Pontederiaceae.

## Các loài
- Monochoria africana (Solms) N.E.Br., 1901
- Monochoria australasica Ridl., 1918
- Monochoria brevipetiolata Verdc., 1961
- Monochoria cyanea (F.Muell.) F.Muell., 1872 - Rau mác lam.
- Monochoria hastata (L.) Solms, 1883 - Rau mác thon.
  - Monochoria hastata var. elata (Ridl.) Backer - Rau mác cao.
- Monochoria korsakowii Regel & Maack, 1861 - Vũ cửu hoa.
- Monochoria vaginalis (Burm.f.) C.Presl, 1827 (đồng nghĩa: Monochoria ovata Kunth) - Rau mác bao, rau mác lá bầu.